# 李輝
李 暉（り き、生没年不詳）は、中国の西魏・北周の官人。李輝（読み同じ）とも書かれる。本貫は遼東郡襄平県。

## 経歴
李弼の次男として生まれた。宇文泰の娘の義安長公主を妻とした。西魏の大統年間、員外散騎侍郎を初任とし、義城郡公の爵位を受けた。撫軍将軍・大都督・鎮南将軍・散騎常侍を歴任した。李暉は1年の間病に臥せったので、宇文泰が心配して日に銭1000を与え、その薬石の費用にあてさせた。
554年、西魏の廃帝元欽が宇文氏を排除しようと謀ったとき、宇文泰は李暉を武衛将軍に任じて、宮廷の宿衛を総べさせた。元欽が廃位されると、李暉は車騎大将軍・儀同三司に任ぜられた。555年、驃騎大将軍・儀同三司を加えられ、岐州刺史として出向した。宇文泰の西巡に従い、公卿の子弟を率いて、別に一軍とした。
北周の孝閔帝が即位すると、荊州刺史に任ぜられた。まもなく父の趙国公の爵位を継ぎ、魏国公に改封された。保定年間、将軍の位を加えられた。571年、位は柱国に進んだ。572年、総管梁洋等十州諸軍事・梁州刺史として出向した。ときに渠州と蓬州の獠族が連年にわたって暴動を起こしていたので、李暉が州の治安を回復させ、獠族たちを帰順させた。

## 伝記資料
- 『周書』巻十五 列伝第七
- 『北史』巻六十 列伝第四十八